# Rosa 'Miquel Aldrufeu'
'Miquel Aldrufeu' (el nombre de la obtención registrada 'Miquel Aldrufeu', pero internacionalmente reconocida como 'Linda Porter'), es un cultivar de rosa que fue conseguido en España en 1957 por el rosalista catalán P. Dot.

## Descripción
'Miquel Aldrufeu' es una rosa moderna de jardín cultivar del grupo Híbrido de té.
El cultivar procede del cruce de 'Sénateur Potié' x 'Poinsettia'.
Las formas arbustivas del cultivar tienen porte erguido y alcanza unos 90 cm de alto. Las hojas son de color verde oscuro.
Sus delicadas flores de color rosa a salmón. Fragancia fuerte. Flor doble (17 a 25 pétalos) Forma floración. Primavera o verano son las épocas de máxima floración, si se le hacen podas más tarde tiene después floraciones dispersas.

## Origen
El cultivar fue desarrollado en España por el prolífico rosalista catalán P. Dot en 1957.
'Miquel Aldrufeu' es una rosa híbrida diploide con ascendentes parentales de 'Sénateur Potié' x 'Poinsettia'.
La obtención fue registrada bajo el nombre cultivar de 'Miquel Aldrufeu' por P. Dot en 1957 y se le dio el nombre comercial de 'Miquel Aldrufeu'.
También se le reconoce internacinalmente con el nombre comercial registrado en los Estados Unidos de 'Linda Porter'
Introducida en los Estados Unidos por "Bobbink & Atkins" en 1957 con el nombre registrado de 'Linda Porter' "United States - Patent No: PP 1,507".

## Cultivo
Aunque las plantas están generalmente libres de enfermedades, es posible que sufran de punto negro en climas más húmedos o en situaciones donde la circulación de aire es limitada.
Las plantas toleran la sombra, a pesar de que se desarrollan mejor a pleno sol. En América del Norte son capaces de ser cultivadas en USDA Hardiness Zones 6b a 9b. La resistencia y la popularidad de la variedad han visto generalizado su uso en cultivos en todo el mundo.'Linda Porter' en https://web.archive.org/web/20140222044942/http://apps.rhs.org.uk/plantselector/plant?plantid=1690.
Puede ser utilizado para las flores cortadas, jardín o paisaje. Vigorosa. En la poda de Primavera es conveniente retirar las cañas viejas y madera muerta o enferma y recortar cañas que se cruzan. En climas más cálidos, recortar las cañas que quedan en alrededor de un tercio. En las zonas más frías, probablemente hay que podar un poco más que eso. Requiere protección contra la congelación de las heladas invernales.